# Jacob Une Larsson
Jacob Hugo Une Larsson (Estocolmo, 8 de abril de 1994) é um futebolista profissional sueco que atua como defensor, atualmente defende o Djurgårdens IF.

## Carreira
Jacob Une Larsson fez parte do elenco da Seleção Sueca de Futebol nas Olimpíadas de 2016.